# Urfa-man

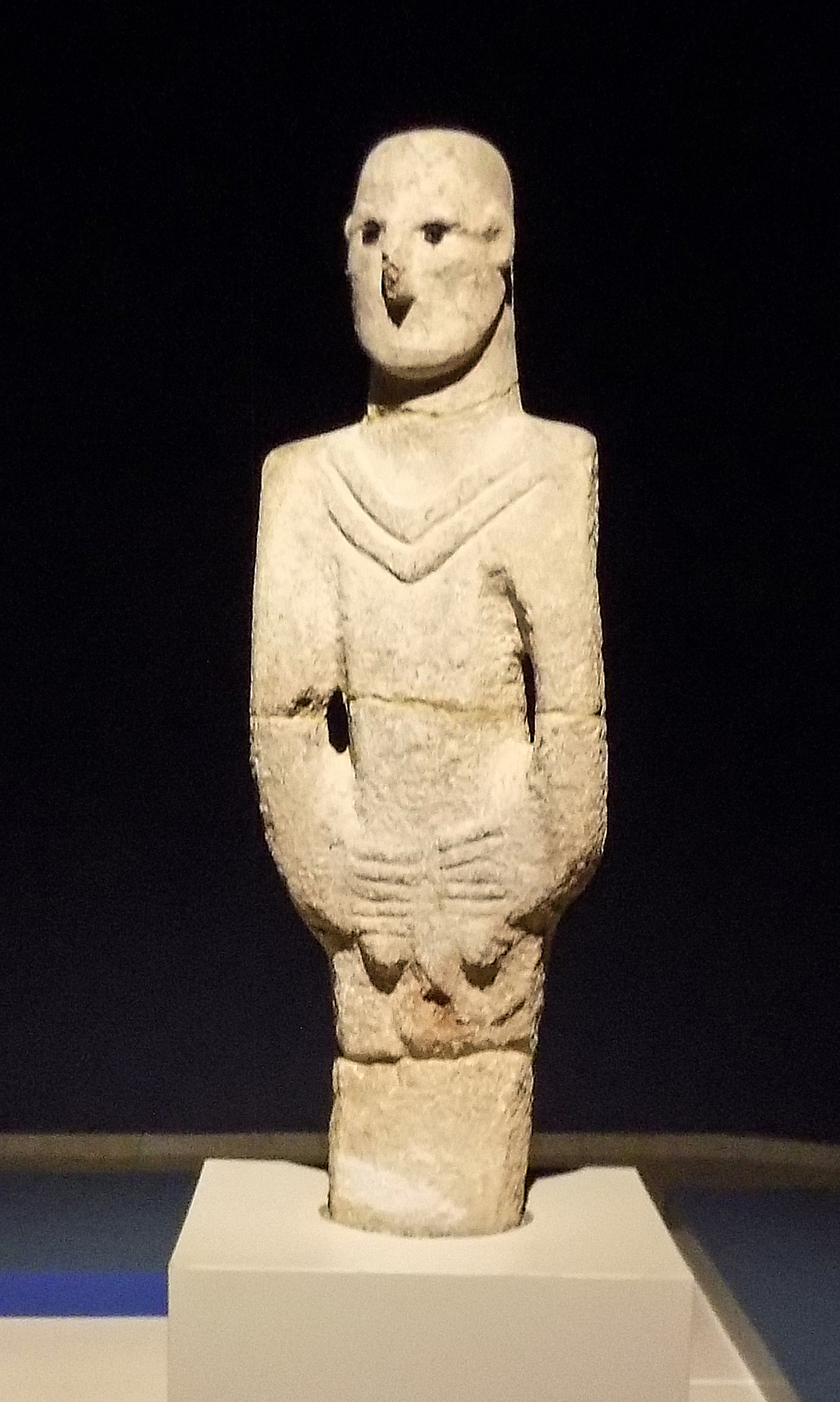
Urma-man

De Urfa-man, ook bekend als het Balıklıgöl-beeld, is een oud beeld in de vorm van een mens dat gevonden is bij opgravingen in Balıklıgöl bij Urfa, in het geografische gebied van Boven-Mesopotamië, in het zuidoosten van het moderne Turkije. Het is gedateerd rond 9000 voor Christus tot de periode van het prekeramisch neolithicum. Het wordt beschouwd als gelijktijdig met de vindplaatsen van Göbekli Tepe (prekeramisch neolithicum A/B) en Nevalı Çori (prekeramisch neolithicum B).
Het wordt vaak "het oudste naturalistische levensgrote beeldhouwwerk van een mens" ofwel "het oudst bekende standbeeld ter wereld" genoemd.

## Ontdekking
Het beeld werd gevonden tijdens bouwwerkzaamheden. De exacte locatie van de vondst is niet goed vastgelegd, maar het kan afkomstig zijn van de nabijgelegen site van Urfa Yeni-Yol. Dit is niet ver van andere bekende prekeramisch neolithische A-locaties rond Urfa, zoals Göbekli Tepe (ongeveer 10 kilometer), en Gürcütepe. Het is gemeld dat het in 1993 werd ontdekt in de Yeni Yol-straat in Balıklıgöl, op dezelfde locatie waar vanaf 1997 een prekeramische neolithische site werd onderzocht.
Het beeld is bijna 1,90 meter hoog. De ogen vormen diepe gaten, waarin zich segmenten van zwart obsidiaan bevinden. Het heeft een V-vormige kraag of ketting. De handen zijn aan de voorkant gevouwen en bedekken de geslachtsdelen.

## Context
Vóór de Urfa-man zijn talrijke kleine beeldjes bekend uit het laatpaleolithicum, zoals het beeldje Löwenmensch (ca. 40.000 v.Chr.), de Venus van Dolní Věstonice (ca. 30.000 v.Chr.), de Venus van Willendorf (ca. 25.000 v.Chr. ) of de realistische Venus van Brassempouy (c.25000 v.Chr.).
Iets later dan de Urfan-man, uit het prekeramisch neolithisch C, zijn antropomorfe beelden bekend uit de Levant, zoals de 'Ain Ghazal-beelden.

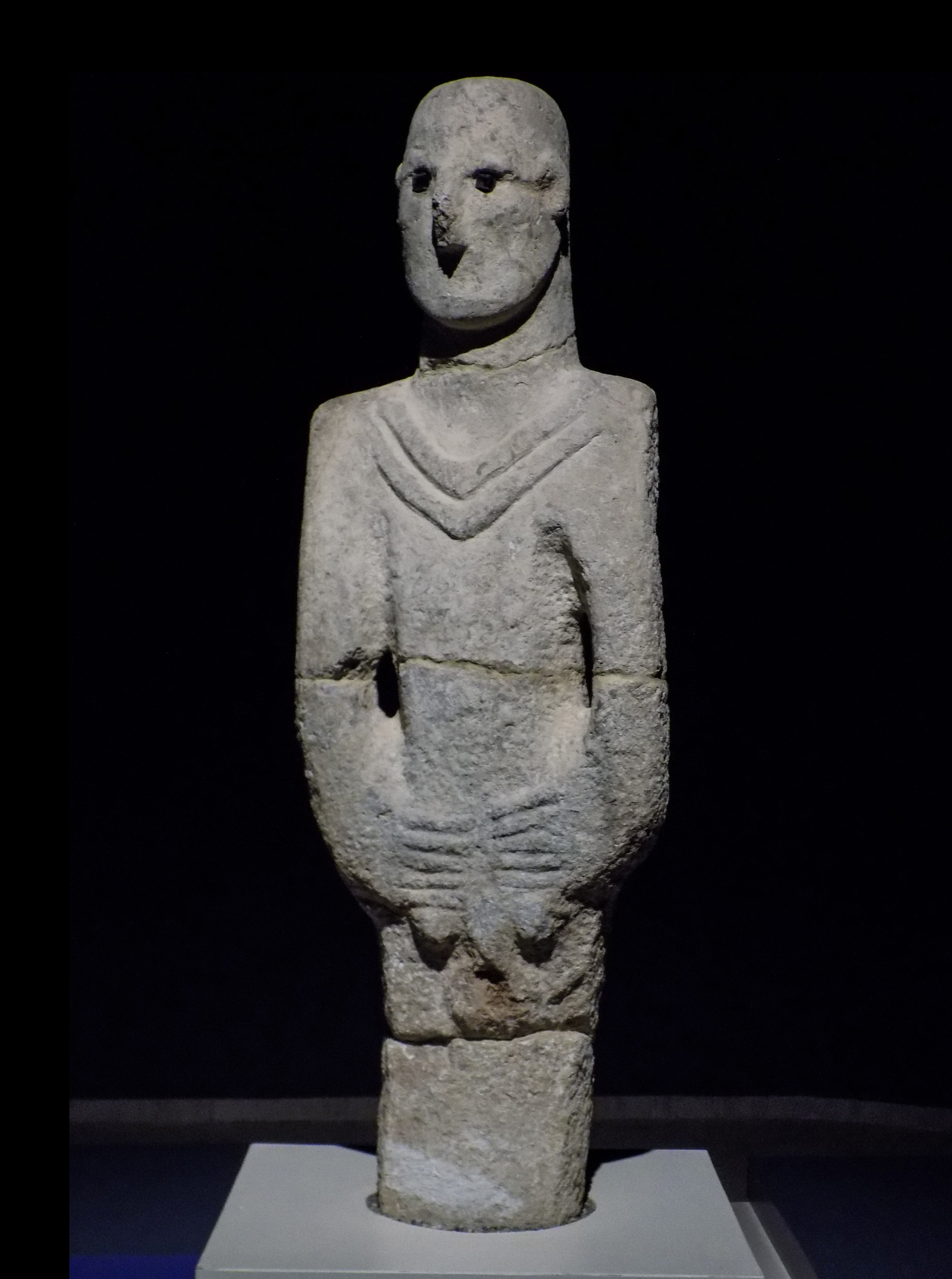
Nog een blik op het standbeeld
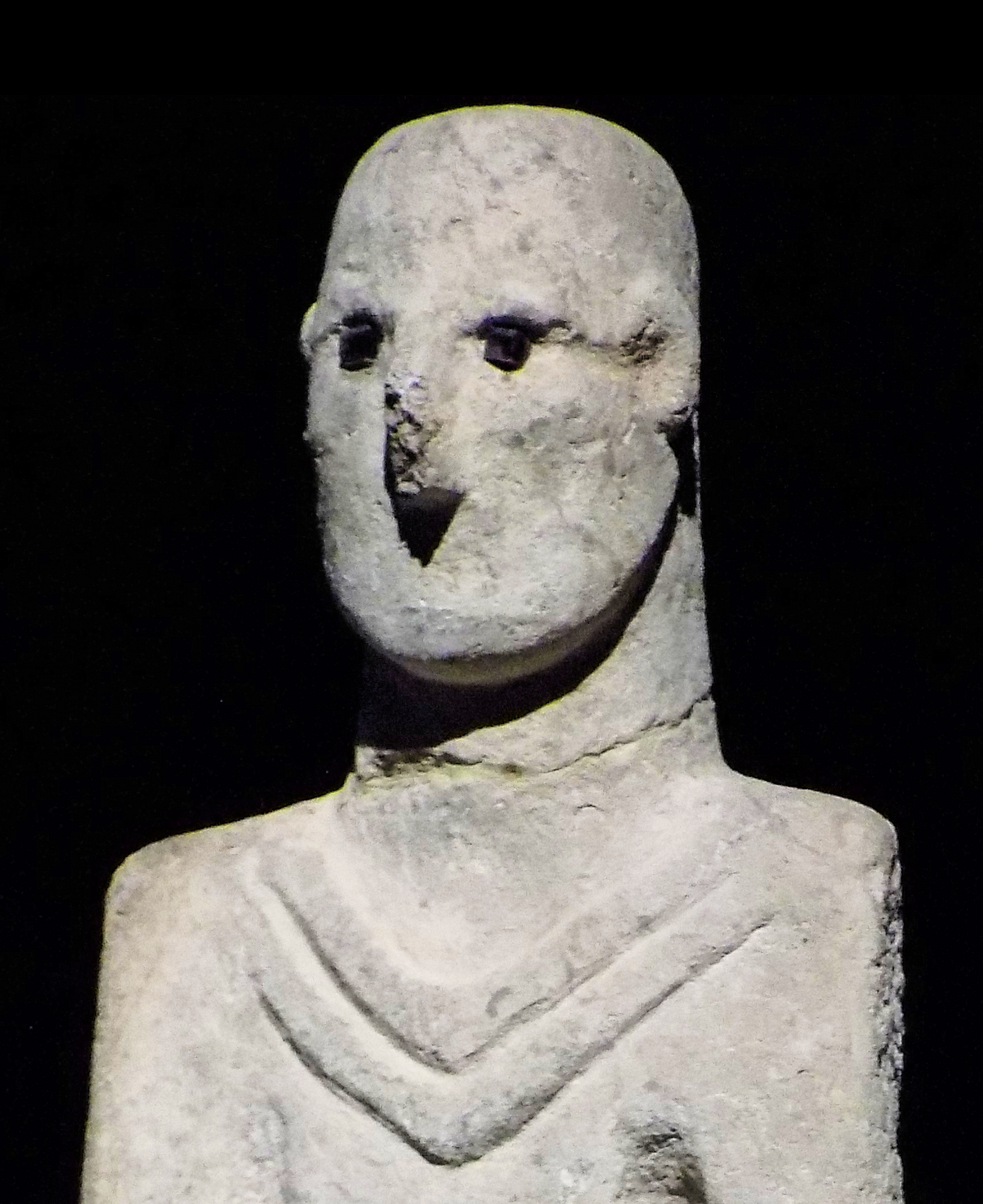
Urfa man portret, met obsidiaan stenen in de oogkassen.